# Trevenzuolo
Trevenzuolo é uma comuna italiana da região do Vêneto, província de Verona, com cerca de 2.431 habitantes. Estende-se por uma área de 26,98 km², tendo uma densidade populacional de 94 hab/km². Faz fronteira com Castelbelforte (MN), Erbè, Isola della Scala, Nogarole Rocca, Roverbella (MN), Vigasio.

## Demografia
| Variação demográfica do município entre 1861 e 2011                               |
|                                                                                   |
| Fonte: Istituto Nazionale di Statistica (ISTAT) - Elaboração gráfica da Wikipedia |